# Heilles
Heilles település Franciaországban, Oise megyében. Lakosainak száma 649 fő (2022. január 1.). Heilles Saint-Félix, Hermes, Hondainville, Mouchy-le-Châtel és Mouy községekkel határos.

## Népesség
A település népességének változása:
| Lakosok száma | 624  | 622  | 634  | 623  | 624  | 638  | 648  | 655  | 649  |
|               | 2013 | 2015 | 2016 | 2017 | 2018 | 2019 | 2020 | 2021 | 2022 |